# Pedro Murúa
Pedro Murúa Leguizamon (nacido el 25 de diciembre de 1930 en San Sebastián, Guipúzcoa y fallecido el  4 de noviembre de 2019) fue un jugador de hockey sobre hierba español. Su logro más importante fue una medalla de bronce  en los juegos olímpicos de Roma 1960 con la selección de España, siendo esta su única participación en unos juegos olímpicos.